# Pompeia (bairro de São Paulo)
Vila Pompeia, também conhecido como Pompeia, é um bairro da cidade brasileira de São Paulo, localizado no distrito de Perdizes e pertencente à Subprefeitura da Lapa.
Limita-se com os bairros de Perdizes, Vila Anglo Brasileira, Água Branca, Vila Romana, Lapa, e Barra Funda.

## História

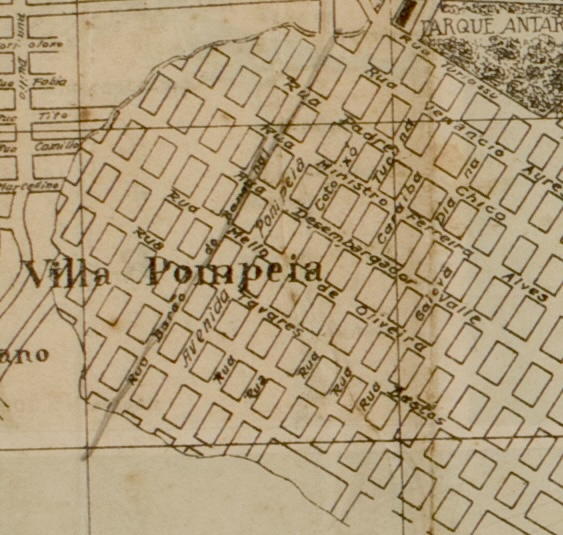
Traçado do bairro, Mapa Oficial da cidade em 1929.

### Surgimento
Por volta de 1910, surgia um novo loteamento dividindo as chácaras em um bairro. O empreendedor Rodolpho Miranda, dono da Companhia Urbana e Predial, resolveu homenagear sua esposa Aretusa Pompeia, batizando o novo bairro como o nome de Vila Pompeia.
Rapidamente imigrantes atraídos pelas centenas de indústrias que apareciam na região adquiriam lotes para fixar residência. Italianos, portugueses, espanhóis e húngaros trabalhavam como operários nas fábricas.

### Indústrias Matarazzo, Parque Antártica e a chegada dos padres

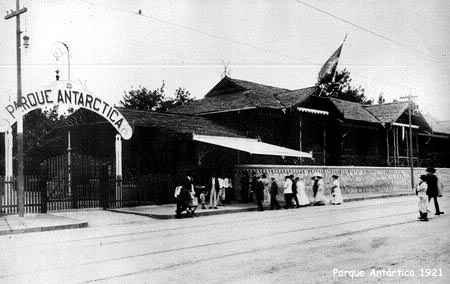
Fachada do estádio em 1921.

Desde que o complexo das Indústrias Matarazzo foi inaugurado em 1920, o bairro da Vila Pompeia passou a ser a moradia dos operários, em sua maioria de italianos e espanhóis, se aglomeraram pela região influenciando a culinária e cultura do bairro.
Na mesma época, foi inaugurado o Parque Antártica, que até então pertencia a Companhia Antártica Paulista, e mais tarde viria a ser o estádio e sede do Palestra Itália (posteriormente, Palmeiras) O complexo de trezentos mil metros quadrados foi primeiramente destinado ao lazer da população da região e contava com espaços para prática de atletismo e tênis, além de ser um dos primeiros complexos a ter campos de futebol na cidade.
A região teve grande crescimento com a chegada dos padres Camilianos que, em 1922, fundaram a Igreja de Nossa Senhora do Rosário da Pompeia. Essa mesma ordem de padres que mais tarde em 1930 fundou um pequeno centro de saúde que, mais tarde, se tornaria o Hospital e Maternidade São Camilo.[carece de fontes?]

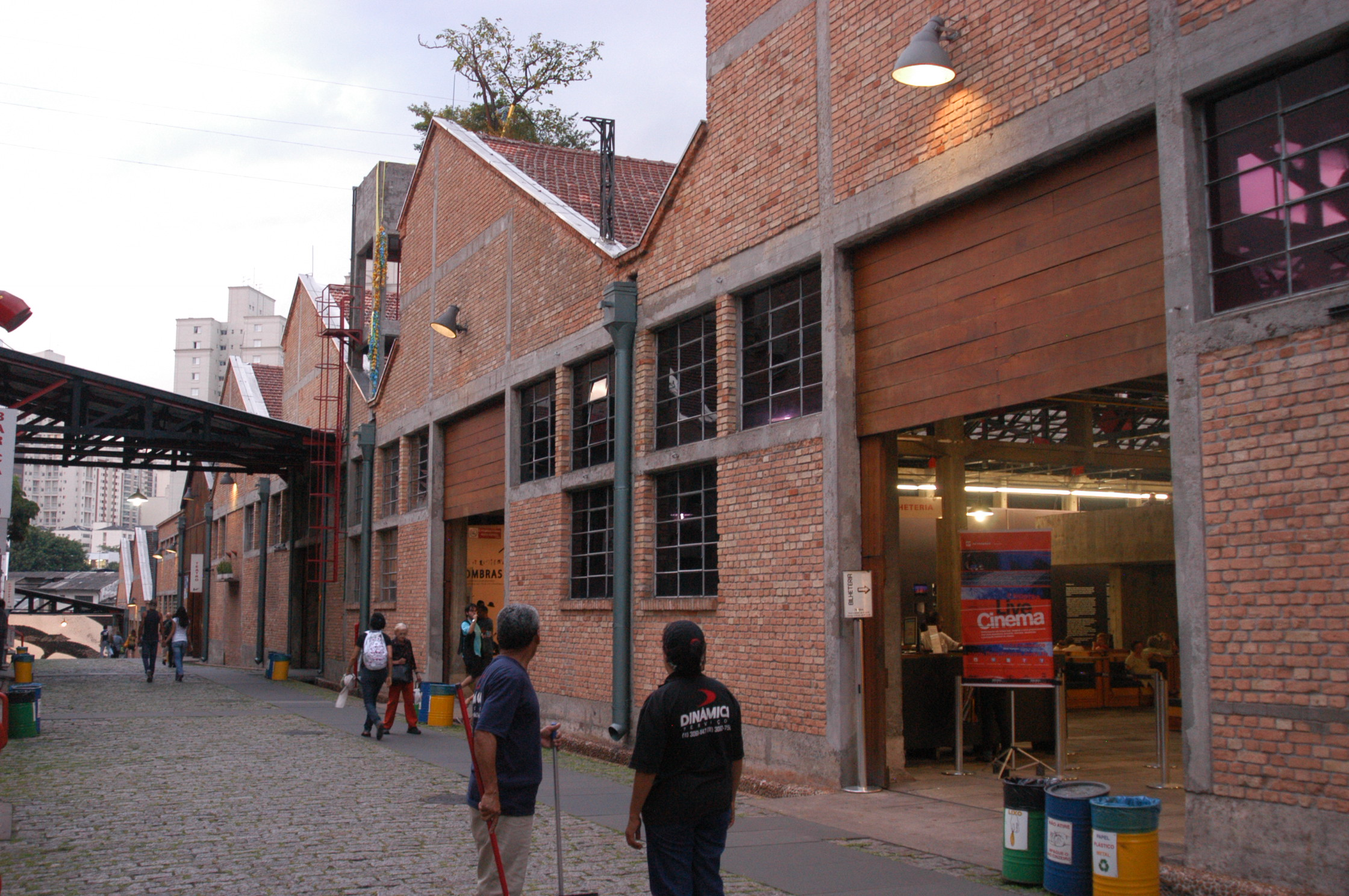
Interior do SESC Pompeia.

### A Liverpool brasileira
O próspero bairro industrial colheria o fruto de sua cultura no final da década de 1960 e começo de 1970, época em que na casa número 408 da Rua Venâncio Aires, viveram os irmãos Arnaldo Baptista e Sérgio Dias, dos Mutantes, que influenciaria o surgimento de bandas importantes no cenário brasileiro como Tutti Frutti, Os Mutantes e Made in Brazil. Levando o bairro a ganhar o apelido de Liverpool brasileira.
Nos anos 80, com o projeto arquitetônico desenvolvido pela arquiteta Lina Bo Bardi, foi inaugurado o SESC Pompeia, primeiro local da cidade em que eram realizados shows de punk rock, acabando por sediar o festival "O Começo do Fim do Mundo" onde bandas como Ratos de Porão, Cólera, Inocentes e Olho Seco tocaram pela primeira vez. O espaço cultural que sediou de 2000 á 2003 o programa Musikaos da TV Cultura, onde bandas como Pitty, CPM 22 e Cachorro Grande começaram a ganhar grande exposição.
O bairro carrega ainda hoje nomes em ascensão na cena musical nacional como Mattilha, Quimere e Sioux 66.

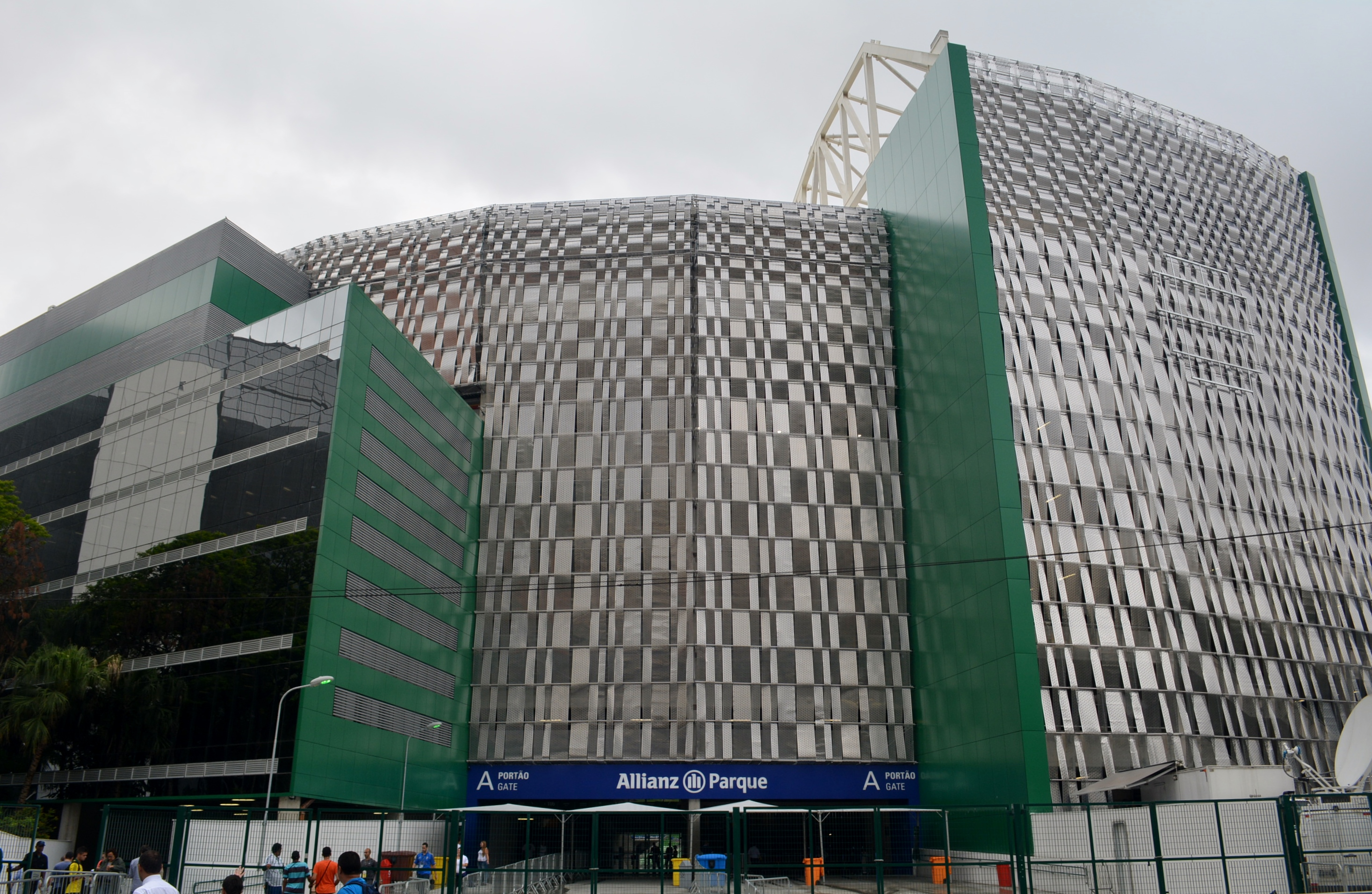
Allianz Parque

### Atualidade
Nos dias de hoje, a infraestrutura cultural do bairro ainda conta com o SESC Pompeia, composto por teatros, quadras poliesportivas, piscinas, dentre outras áreas de lazer. Além do Bourbon Shopping Pompeia onde encontra-se o Teatro Bradesco e o Espaço Itaú de Cinema. 
A região ainda conta com o espaço de entretenimento e lazer Allianz Parque, arena multiuso do Palmeiras construída para abrigar shows, concertos, eventos corporativos e, principalmente, partidas de futebol do clube. A arena conta com capacidade para 43 mil pessoas em partidas esportivas e 55 mil pessoas em shows e já contou com apresentações de ícones da música internacional como Paul Mccartney, Iron Maiden, Aerosmith, Demi Lovato e a reunião da banda Guns n' Roses. Localiza-se também no bairro, a escola de samba Águia de Ouro, fundada em 1976. 
Atualmente, o bairro sofre com um grande processo de verticalização das moradias, com prédios altos e de luxo; porém, ainda encontra-se diversas moradias antigas de renda média e baixa, principalmente em seu limite inferior. O bairro é classificado pelo CRECI como "Zona de Valor B", assim como outras áreas nobres da capital como Jardim Paulistano, Vila Olímpia e Pinheiros.